# Старый Рогаум и его Тереза
Старый Рогаум и его Тереза  (англ. Old Rogaum and His Theresa) ― рассказ, написанный американским писателем Теодором Драйзером. Первоначально был опубликован в литературном журнале Reedy's Mirror 12 декабря 1901 года под названием «Дверь мясника Рогаума» («Butcher Rogaum's Door»). Впоследствии появился в сборнике «Освобождение» («Free and Other Stories») в 1918 году. С этого рассказа Драйзер начинает в своём творчестве движение от аллегорий к реализму, рассматривая такие темы, как сексуальное поведение, городская жизнь, быт иммигрантов, а также конфликты между детьми и их родителями.

## Сюжет
Рогаум ― немецкий иммигрант, который работает в мясном магазине в нижнем Манхэттене, штат Нью-Йорк. Его дочери, Терезе, уже почти восемнадцать лет. Её привлекает жизнь в городе, куда она отправляется со своей подругой Миртл, и они проводят там несколько часов. Это время они тайно посвящают общению с двумя известными в округе донжуанами, Конни и Джорджем. Рогаум требует того, чтобы каждую ночь Тереза проводила дома, и ругает её за то, что она возвращается слишком поздно.
Задерживается она каждую ночь, и Рогаум грозит, что не будет пускать Терезу домой. Одной ночью он наконец приводит свою угрозу в исполнение и отказывается впустить её, намереваясь преподать ей тем самым урок. Вместо того, чтобы простоять в подъезде всю ночь, как он ожидал, она возвращается обратно с Конни.
Видя, что Тереза ушла и не возвращается, Рогаум отправляется на её поиски. По возвращении домой, не найдя своей дочери, он видит неизвестную ему девушку, которая выпила кислоту, чтобы покончить с собой. Приезжает полиция, девушку уносят, и Рогаум рассказывает полицейским об исчезновении своей дочери. Оказывается, что полицейские видели её вместе с Конни, что беспокоит её отца еще больше.
Двое полицейских, Магуайр и Делаханти, расследуют смерть женщины, зная, что она работала в местном борделе. Они обнаруживают, что ей тоже запретили возвращаться в родительский дом, что и привело к таким печальным последствиям.
Полиция находит Терезу и Конни и приводят их в участок. Старый Рогаум приходит туда, чтобы забрать Терезу. Он взбешён на Конни, но одновременно счастлив оттого, что его дочь нашлась.

## Характер персонажей
Персонажи рассказа имеют прототипов в семье самого Драйзера. Джон Пауль Драйзер, отец Теодора Драйзера, эмигрировал в США из Германии и послужил прообразом для старого Рогаума. Любовь Терезы к городской жизни находит отражение в жизненном опыте самого писателя. Любовные взаимоотношения между Терезой и Конии в рассказе основываются на случае, произошедшем с сёстрами Теодора, Сильвой и Эммой, у которых был роман с молодыми людьми в городе Варшава, Индиана. Как Рогаум угрожал Терезе оставить её за порогом, так и отец Драйзера грозил сёстрам о том, что не впустит их в дом.

## Основные темы
Основной темой в этом рассказе являются взаимоотношения между родителями и их детьми в контексте культурного конфликта между первым и вторым поколениями иммигрантов.
Рогаум и его жена являются выходцами из Германии, половина их реплик в диалогах ― на немецком. Рогаум считал, что он должен постоянно вмешиваться в жизнь своей жены и дочери, что он и делал. Он хотел, чтобы Тереза вышла замуж за немецкого парня из лютеранской церкви. Тереза ― человек иной культуры, она жила ранее в Нью-Йорке и говорила на чистом английском. Она не боялась ночных улиц и парней, она думала, что проводить время с лицами противоположного пола ― это абсолютно приемлемо. Она вела иной образ жизни, а не тот, который хотел бы её отец. Даже после того, как Тереза начинает жить дома с родителями, где они могут за ней присматривать, проблемы между ними не разрешаются, и они ругаются из-за того, что Тереза возвращается домой слишком поздно.
Ещё одной важной темой рассказа являются вопросы сексуальности, поскольку Тереза становится уже совсем взрослой. В рассказе подробно описывается развитие отношений между ней и Конни Альмертингом. В течение тех нескольких часов, которые они проводят вместе после того, как Рогаум отказывается впускать Терезу домой, Конни пытается склонить Терезу к тому, чтобы она удовлетворила его сексуальные потребности.

## Реализм
Этот рассказ считается образцом реализма в американской литературе. Никакие события или образы персонажей в рассказе не являются романтизированными. В рассказе реалистично отражаются взаимоотношения между чересчур заботливым отцом и повзрослевшей девушкой, конфликт между которыми является неизбежным. Драйзер реалистично изображает историю о наивной девушке, которая пытается быть хорошенькой, и о молодом донжуане, который пытается склонить её к тому, чтобы провести с ней ночь.
Реализм в этом рассказе заключается в том, что здесь вещи отражаются таким образом, какими они являются на самом деле, а не так, как их хотело бы видеть общество. Тереза делает, что она хочет, следуя своим желаниям, а не то, что ожидается от неё. Рогаум, в свою очередь, тоже не идеальный отец, он не слушает его жену и дочь, он сурово наказывает Терезу, но он реагирует так, как может отреагировать настоящий отец.
Язык, которым написан рассказ, тоже является частью его реалистичного характер. В диалогах английский переплетается с немецким. Рогаум и его жена, будучи немецкими иммигрантами, частично говорят по-немецки, особенно в эмоциональных моментах.

## Публикация рассказа
Воодушевленный своим другом Артуром Генри, Драйзер написал четыре рассказа летом 1899 года, одним из которых и был «Старый Рогаум и его Тереза». С этого момента началась его карьера в качестве писателя. Рассказ «Дверь мясника Рогаума» был опубликован в журнале Reedy's Mirror в 1901 году.
В 1918 году название произведения было изменено на «Старый Рогаум и его Тереза» и была опубликована в сборнике «Освобождение». Эта книга была первым сборником рассказов Драйзера. Помимо «Рогаума» туда вошли также те три других рассказа, которые он написал летом 1899 года.

## Внешние ссылки
- Dreiser web Source University of Pennsylvania
- Dreiser Bibliography University of Pennsylvania Архивная копия от 13 ноября 2005 на Wayback Machine
- International Theodore Dreiser Society